# Шангрі-Ла (місто)
Шангрі-Ла (кит. трад. 香格里拉, піньїнь: Xiānggélǐlā, трансліт. Xamgyi'nilha) — місто-повіт в південнокитайській провінції Юньнань, адміністративний центр Дечен-Тибетської автономної префектури.

## Географія
Шангрі-Ла розташовується у межах гірського пасма Гендуаншань — висота понад 3000 метрів над рівнем моря нівелює спекотний клімат низьких широт.

### Клімат
Місто знаходиться у зоні, котра характеризується океанічним кліматом субтропічних нагір'їв. Найтепліший місяць — липень із середньою температурою 13 °C (55.4 °F). Найхолодніший місяць — січень, із середньою температурою -1.1 °С (30 °F).
| Клімат Шангрі-Ла        | Клімат Шангрі-Ла | Клімат Шангрі-Ла | Клімат Шангрі-Ла | Клімат Шангрі-Ла | Клімат Шангрі-Ла | Клімат Шангрі-Ла | Клімат Шангрі-Ла | Клімат Шангрі-Ла | Клімат Шангрі-Ла | Клімат Шангрі-Ла | Клімат Шангрі-Ла | Клімат Шангрі-Ла | Клімат Шангрі-Ла |
| Показник                | Січ.             | Лют.             | Бер.             | Квіт.            | Трав.            | Черв.            | Лип.             | Серп.            | Вер.             | Жовт.            | Лист.            | Груд.            | Рік              |
| Середній максимум, °C   | 4,4              | 4,9              | 7,2              | 10               | 14               | 15,4             | 15,3             | 15,1             | 14,1             | 11,7             | 7,9              | 5,7              | 10,5             |
| Середня температура, °C | −1,1             | 0,1              | 2,8              | 5,9              | 10               | 12,5             | 13               | 12,6             | 11,3             | 7,8              | 3,2              | 0,1              | 6,5              |
| Середній мінімум, °C    | −10,6            | −8,9             | −6               | −2,6             | 1,8              | 5,6              | 6,8              | 6,2              | 4,8              | 0,2              | −5,7             | −9,1             | −1,5             |
| Норма опадів, мм        | 8.1              | 21.9             | 40.4             | 52.3             | 53.4             | 119              | 178.1            | 160.6            | 103.4            | 58.7             | 15.7             | 7.9              | 819.5            |
| Днів з опадами          | 4,8              | 7,6              | 10,5             | 11,4             | 13,9             | 21,4             | 24,3             | 23,7             | 19,7             | 11,4             | 5,9              | 3,8              | 158,4            |
| Вологість повітря, %    | 44.9             | 42.7             | 43.3             | 49.8             | 57               | 68.7             | 73               | 71.5             | 69.8             | 64.1             | 55.5             | 50.1             | 57.5             |
| ----------------------- | ---------------- | ---------------- | ---------------- | ---------------- | ---------------- | ---------------- | ---------------- | ---------------- | ---------------- | ---------------- | ---------------- | ---------------- | ---------------- |
| Джерело: Weatherbase    |                  |                  |                  |                  |                  |                  |                  |                  |                  |                  |                  |                  |                  |